# 사이먼 윌리슨
사이먼 윌리슨 (영어: Simon Willison) 은 영국의 프로그래머로,  장고 웹 프레임워크의 공동 창작자이며, 컨퍼런스 색인 서비스인 Lanyrd의 공동 창업자이다.

## 경력
사이먼은 2000년 영국에 본사를 둔 웹사이트 Gamplay의 웹 마스터이자 개발자로 웹 개발 일을 시작했으며, 그곳에서 대규모 게임 관련 파일 다운로드 사이트인 File Monster를 만드는 데 중요한 역할을 했다. 2001년에 바스 대학교로 진학했으며, 학업과 함께 Incutio에서 비상근으로 일하면서 워드프레스와 드루팔에서 사용되었던 인기 있는 PHP용 XML-RPC 라이브러리인 Incutio XML-RPC library를 개발했다. 이 기간 동안 사이먼은 웹 개발 블로그를 시작했으며, 블로그용 소프트웨어를 개발하면서 사이먼은 pingback의 첫 번째 구현 중 하나를 개발했다.
2003~2004년까지 미국 캔자스주의 신문사인  Lawrence Journal-World에서 근무하면서 다른 웹 개발자( 에이드리안 홀로바티, 제이콥 카플란-모스, 윌슨 마이너) 들과 함께 파이썬 오픈 소스 웹 애플리케이션 프레임워크인 장고를 만들었다.
2005년에 대학을 졸업한 이후 사이먼은 야후!의 기술 개발 팀과 야후의 인터넷 위치 정보 서비스인 Fire Eagle의 초기 버전 개발에 참여했으며, 이후 다양한 출판 및 미디어 회사에서 OpenID 및 웹 개발 컨설턴트로 일했다. 2008년 윌리슨은 영국 신문인 더 가디언에 고용되어 소프트웨어 설계자로 근무했다.
2010년 후반에 그는 아내이자 공동 창립자인 나탈리 다운과 함께 소셜 콘퍼런스 색인 서비스인 Lanyrd를 창업했으며, 회사는 2011년 초에 와이 콤비네이터로부터 투자를 받았다. 2013년에 Lanyrd는 Eventbrite에 인수되었으며 사이먼과 나탈리 샌프란시스코의 Eventbrite 엔지니어링 팀에 합류해 아키텍처 책임자로 근무했다.